# Saxet aravaipa
Saxet aravaipa är en skalbaggsart som beskrevs av Chandler 1985. Saxet aravaipa ingår i släktet Saxet och familjen kortvingar. Inga underarter finns listade i Catalogue of Life.